# División de Rawalpindi
La división de Rawalpindi (en urdu : راولپنڈی ڈویژن) es una subdivisión administrativa de la provincia de Punyab en Pakistán. Cuenta con 10 millones de habitantes en 2017, y su capital es Rawalpindi.
Como todas las divisiones pakistaníes, fue derogada en 2000 y luego restablecida en 2008.
La división reagrupa los distritos siguientes:
- Attock
- Chakwal
- Jhelum
- Rawalpindi